# Distretto di Quinua
Il distretto di Quinua è uno dei quindici distretti della provincia di Huamanga, in Perù. Si trova nella regione di Ayacucho e si estende su una superficie di 145,63 chilometri quadrati.

Ha per capitale la città di Quinua e nel censimento del 2005 contava 5.881 abitanti.